# Uesugi Kagekatsu
Kagekatsu Uesugi (上杉 景勝) fut un daimyo actif pendant la période Sengoku et le début de la période Edo au Japon. Il naquit le 8 janvier 1556 et mourut à Yonezawa le 19 avril 1623. Il était un fils de Nagao Masakage. Il était un neveu et le fils adoptif de Kenshin Uesugi, par conséquent un membre du puissant clan Uesugi. Après la mort de Kenshin en 1578, Kagekatsu attaqua Kagetora Uesugi et, l'ayant vaincu, prit la tête du clan.
Kagekatsu devint l'un des généraux de Hideyoshi Toyotomi et prit part à la campagne de Corée. Kagekatsu Uesugi tenait à l'origine un fief de 550 000 koku dans la province d'Echigo mais il reçut de Hideyoshi le fief d'Aizu de 1,2 million de koku en 1598.
Après la mort de Hideyoshi, Kagekatsu rejoignit le clan Ishida et le clan Mori pour lutter contre Ieyasu Tokugawa.
À la bataille de Sekigahara, il lutta face à Ieyasu, cependant Kagekatsu se retrouva dans le camp des perdants. Après sa défaite, il dut prêter allégeance aux Tokugawa. Il reçut le fief de Yonezama de 300 000 koku.
Kagekatsu combattra plus tard pour Ieyasu contre le clan Toyotomi en 1614 lors du siège d'Osaka.

## Honneur
L'astéroïde (11623) Kagekatu est nommé en son honneur.